# 秦陇片
秦陇方言是秦陇地区居民使用的方言，是西北方言中有共同特征的一组方言群。按中国语言地图集 秦陇方言属中原官话，具体包括如下地区：
陕西省：
- 陕北的延安、甘泉、富县、定边
- 陕南的略阳、勉县、南郑、汉中市、城固、洋县、西乡、汉阴、安康市、平利、旬阳、镇安

甘肃省：
- 陇中地区（甘肃中部）的渭源县、漳县、陇西县、靖远县、白银市平川区等
- 陇东地区的庆阳市、合水县、正宁县、华池县、环县、镇原县、平凉市、泾川县、华亭市、崇信县、灵台县
- 洮岷地区的岷县、宕昌县、临潭县、卓尼县
- 陇西地区的陇西县、漳县、武山县、甘谷县、
- 陇南地区的礼县、西和县、成县、徽县、康县、两当县
- 白龙江流域的舟曲、陇南市（陇南市武都区）、文县（除碧口镇）

四川省：
- 九寨溝縣（混合方言）

青海省：
- 西宁市、湟中、湟源、门源、互助、贵德、化隆、平安

宁夏回族自治区：
- 固原市、彭阳、隆德